# بایسونتو
بایسونتو (انگلیسی: Baisuntau)، رشته کوه (ازبکی: Boysuntogʻ؛ روسی: Baysuntau) ادامه جنوب غربی رشته‌کوه حصار، در جنوب شرقی ازبکستان است. این به نوبه خود در جهت جنوب غربی با زنجیره کوهستان کویتن‌داغ ادامه می‌یابد.